# شونگو تاماشیرو
شونگو تاماشیرو (انگلیسی: Shungo Tamashiro؛ زادهٔ ۲۵ آوریل ۱۹۹۱) بازیکن فوتبال اهل ژاپن است.